# Ogólnopolski Przegląd Piosenki im. Wojtka Belona
Ogólnopolski Przegląd Piosenki im. Wojtka Belona w Busku-Zdroju – odbywa się od roku 2008.
W roku 2012 odbyła się V edycja festiwalu. W tym też roku przypada 60 rocznica urodzin Wojciecha Belona, patrona festiwalu, poety, kompozytora, barda Ponidzia.
Po zakończeniu festiwalu odbywa się w Parku Zdrojowym koncert uznanych artystów sceny piosenki, takich jak Wały Jagiellońskie, Rudi Szubert, Czesław Śpiewa, Paulina Bisztyga, Czerwony Tulipan, Wołosatki czy Słoneczne Trampy. 
Uczestnicy i publiczność Przeglądu birą udział także w rajdzie „Ścieżkami Belona”.
W trakcie OPP odbywają się także wystawy zdjęć, m.in. fotografie Wojciecha Belona autorstwa Jacka Wcisły, projekcje filmów - np. „Wojtek Belon – Wieczny Wędrowiec Boży” Leszka Kolczyńskiego (Przegląd 2012).

## Laureaci

### 2012
- Grand Prix – Katarzyna Brzozowska z Suwałk, I miejsce – zespół Bieguni z Nowej Rudy, drugie – Dariusz Rubin z Biłgoraja, trzecie – Paweł Leszoski z Żyrardowa, czwarte – Latający Dywan z Podkowy Leśnej;

### 2013
- Grand Prix - Tomasz Krzymiński z Warszawy[2];

### 2014
- Grand Prix - Marcin Skrzypczak z Warszawy, I miejsce  - Piotr Kędziora ze Starachowic[3];

### 2015
- Grand Prix - Michał Pastuszak i Poławiacze Pereł z Dęblina, I nagroda Monika Kowalczyk ze Świdnika, II nagroda - Zespół Piosenki Poetyckiej „Jak" z Przeworska, III nagroda -  Zespół „Na szlaku" z Chorzowa[4];

### 2016
- Grand Prix - Piotr Kędziora ze Starachowic, I Nagroda - Drabina Jakuba z Krakowa, II Nagroda - Na Szlaku z Chorzowa, III Nagrodą - Piotr Kędziora, głosowanie Internautów - utwór „Architektura" Piotra Kędziory[5];

### 2018
- Grand Prix  - zespół Piosenki Poetyckiej JAK, I miejsce- Oskar Mir, II miejsce - zespół Bez Cienia Ciszy, III miejsce - Duet Lirepi, Nagroda publiczności - Bez Cienia Ciszy[6];